# Ritter- und Domschule zu Reval

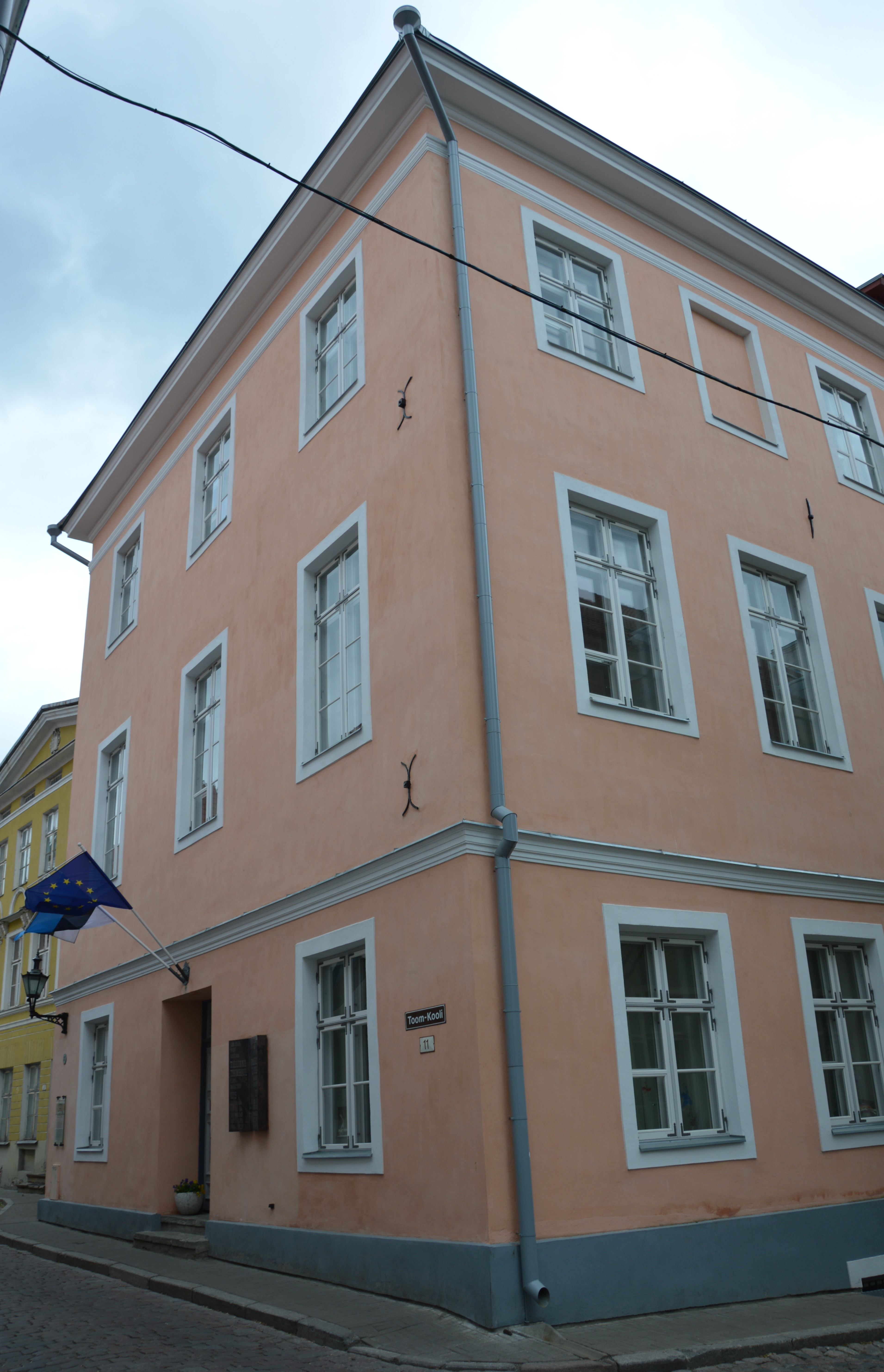
Gebäude der Schule in der Dom-Schulstraße 11, 2018

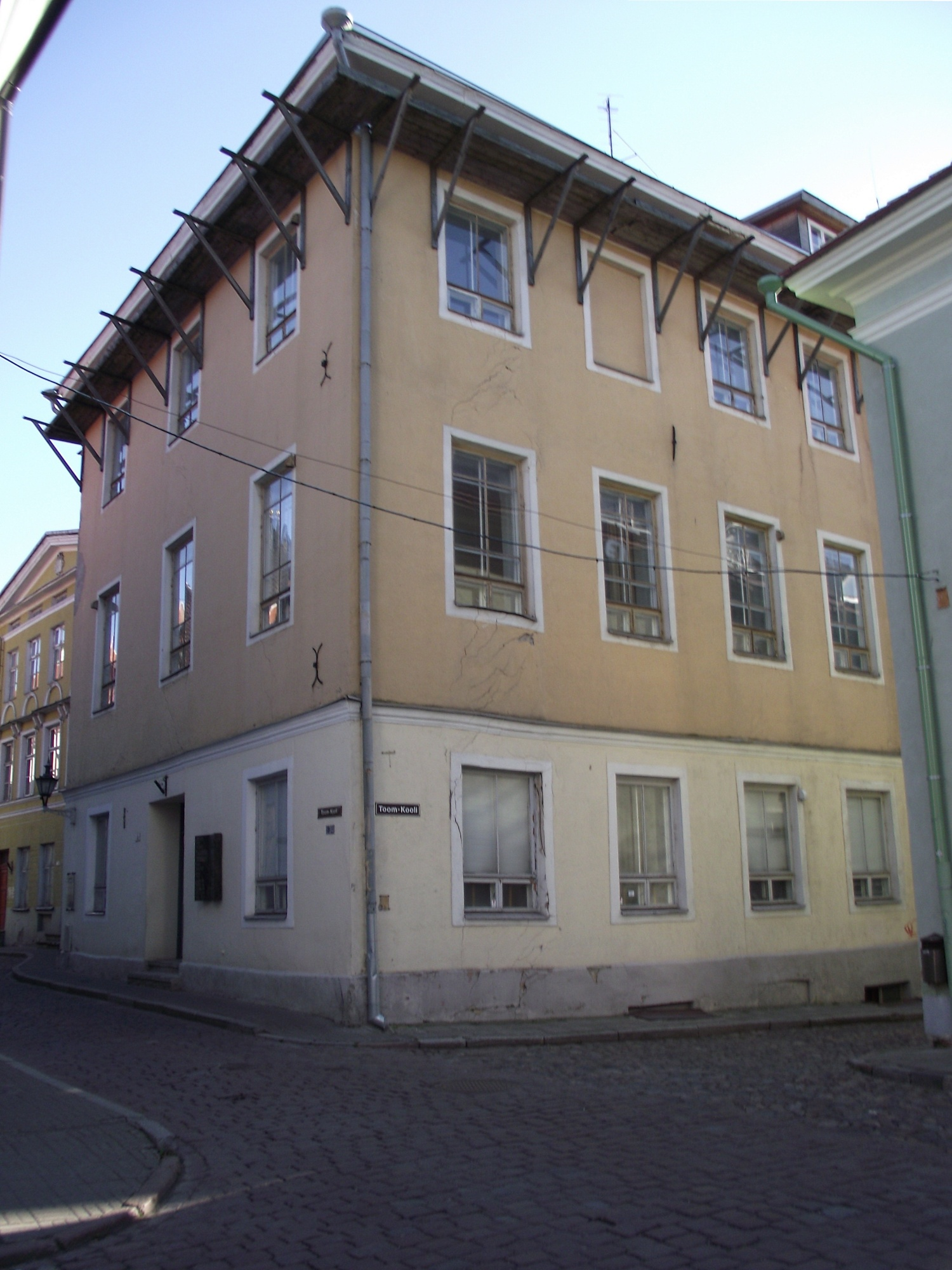
2010

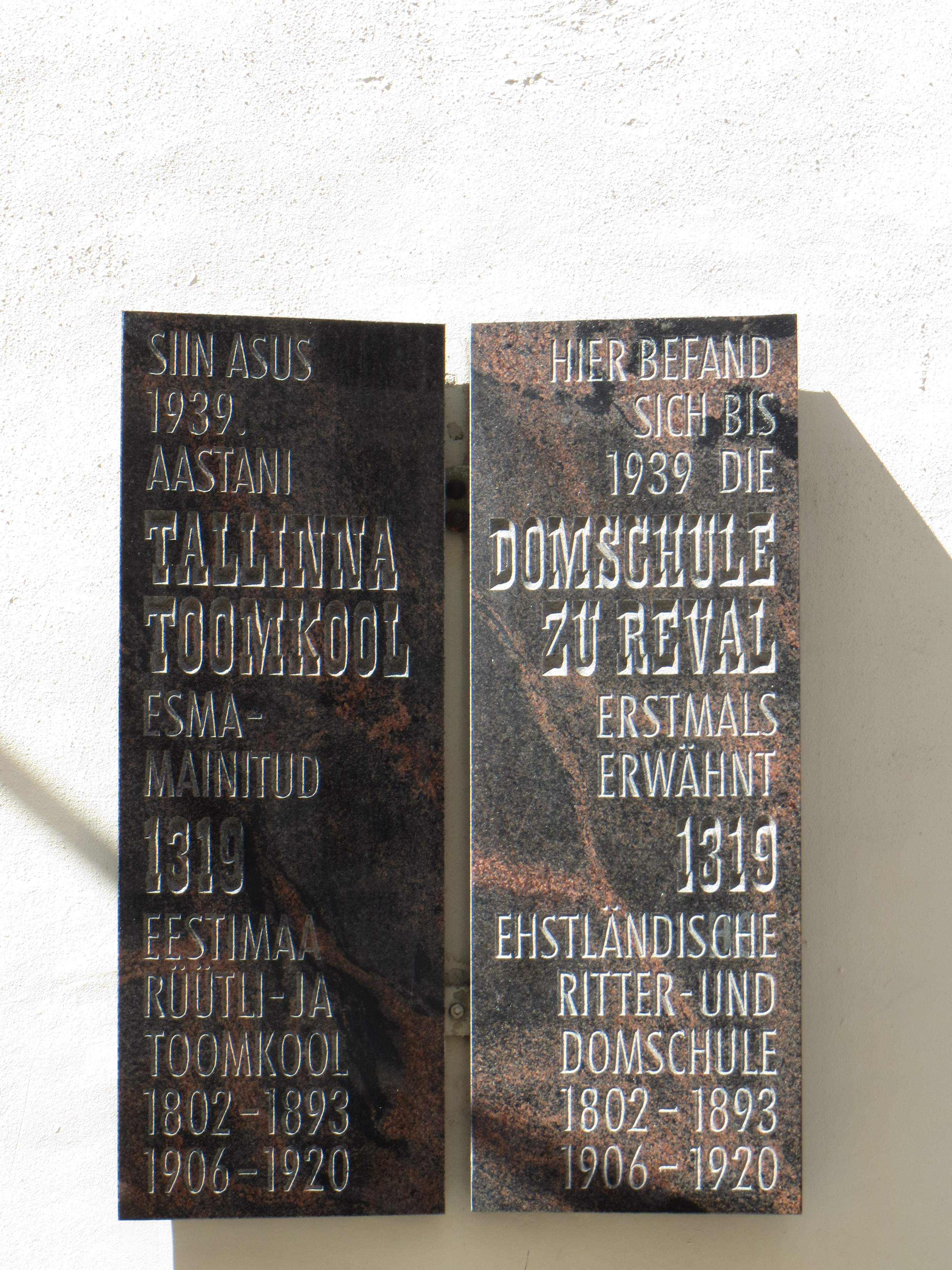
Gedenktafel (2014)

Die estländische Ritter- und Domschule zu Reval wurde 1319 erstmals erwähnt. Die deutschsprachige Schule der Deutsch-Balten in Reval bestand bis 1939. Bis 1920 wurde sie von der Estländischen Ritterschaft getragen.
Am Gebäude der Domschule in der Dom-Schulstraße (estnisch: Toom-Kooli) erinnert eine zweisprachige Gedenktafel an die Institution. Teile der Bibliothek der Schule befinden sich heute in der Estnischen Akademischen Bibliothek.

## Geschichte
Die Schule wurde im Jahr 1319 auf eine Anordnung des dänischen Königs Erik VI. Menved hin gegründet. Bis zum Jahr 1765 gehörte sie zum Revaler Dom, wurde dann jedoch akademische Adelsschule der Estländischen Ritterschaft. Ab 1920 wurde sie dann als Gymnasium unter dem Namen Domschule betrieben.
Das noch heute erhaltene Schulgebäude entstand im Jahr 1691 und ersetzte ein hölzernes Gebäude, das 1684 niedergebrannt war. Im 19. Jahrhundert wurde das Gebäude im Stil des Klassizismus umgebaut, wobei auch die Raumaufteilung verändert wurde. 1845 erfolgte eine Erweiterung der Schule, Klassenräume waren nun auch im Haus Dom-Schulstraße 11 untergebracht. Ab 1855 bestand zeitweise im Stenbockhaus ein Internat der Schule.

## Bekannte Schüler und Lehrer der Domschule
- Eduard Ahrens (1803–1863), Sprachforscher und Geistlicher
- Friedrich Gustav Arvelius (1753–1806), Schriftsteller und Volksaufklärer in Estland
- Karl Ernst von Baer (1792–1876), Mediziner, Embryologe
- Erwin Heinrich Bauer (1857–1901), Schriftsteller und Übersetzer
- Johannes Beermann (1878–1958), Lehrer, später dt. Volkssekretär in Estland und Bischof von Danzig
- Nikolaus von Below (1837–1919), Gutsbesitzer und Politiker
- Georg Karl von Brevern (1807–1892), Jurist und Staatsmann
- Ralf Brockhausen (1898–1945), NS-Politiker
- Friedrich Georg von Bunge (1860–1922), russischer Gouverneur
- Heinrich Dahl, Pastor
- Heinrich Ebeling (1840–1913), Altphilologe
- Alexander Eggers, Rektor
- Moritz von Engelhardt (1779–1842)
- Adolph von Gernet (1863–1942), Metallurge
- Bernhard Gregory (1879–1939), Schachspieler
- Johann von Grünewaldt (1796–1862), Zivilgouverneur des Gouvernements Estland
- Johann Georg von Grünewaldt (1830–1910), Mediziner und Staatsrat
- Johann Ernst von Grünewaldt (1835–1901), estländischer Landrat
- Otto Moritz von Grünewaldt (1860–1936), Schriftsteller und Landwirt
- Otto Arthur von Grünewaldt (1847–1922), russischer General der Kavallerie
- Johannes Haller (1865–1947), Historiker
- Karl-Heinrich Hartge (1926–2009), Gartenbauwissenschaftler und Bodenkundler
- Johannes Hesse (1847–1916), Missionar
- Carl Abraham Hunnius (1797–1851), Arzt
- Paul Johansen (1901–1965), Germanist, Historiker
- Friedrich Kentmann (1878–1953), evangelisch-lutherischer Geistlicher
- August Friedrich Krüger (1810–1883), Musiklehrer, später Stadtmusikdirektor[3]
- Moritz Engelbrecht von Kursell (1744–1799), Kurator der Schule
- Otto von Lilienfeld (1805–1896), Jurist und Politiker
- Arvid von Nottbeck (1903–1981), Jurist und Politiker (FDP)
- Gustav Adolph Oldekop (1755–1838), estnischer Dichter
- Wilhelm Petersen (1854–1933)
- Paul von Rennenkampff (1854–1918), kaiserlich russischer General
- Karl Friedrich Wilhelm Rußwurm (1812–1883), Adelsmarschall, Kurator
- Franz Anton Schiefner (1817–1879), Linguist und Tibetologe
- Ernst Hermann Schlichting (1812–1890), Maler und Kunstlehrer
- Gustav Heinrich Schüdlöffel (1798–1859), Theologe
- Philipp Spitta (1841–1894)
- Heinrich Stahl (1600–1657), Pastor und Schriftsteller[4]
- Carl Walfried von Stern (1819–1874), Landwirt und Dichter
- Arved von Taube (1905–1978), Historiker
- Jakob Johann von Uexküll (1864–1944), Biologe, Zoologe und Philosoph
- Eduard von Ungern-Sternberg (1836–1904), Schriftsteller und Politiker
- Axel de Vries (1892–1963), Politiker und Journalist
- Hellmuth Weiss (1900–1992), Germanist
- Eduard Winkelmann (1838–1896), Historiker
- Alexander Winkler (1888–1961), Direktor
- Almar von Wistinghausen (1904–1989), Landwirt, Demeter-Pionier,[5] siehe Hof Marienhöhe
- Kurt von Wistinghausen (1901–1986), deutscher Theologe und Autor
- Gunter Wechterstein (* 31. Oktoberjul. / 13. November 1910greg. in Reval; † 28. Juni 1997 in Minden), deutschbaltischer Landschafts- und Porträtmaler.
- Olaf Baron von Wrangel (1928–2009), Journalist und Politiker
- Wilhelm von Wrangell (1831–1894), Ritterschaftshauptmann und Landrat
- Ragnar Nurkse (1907–1959), International Economist